# Nemacladoideae
Nemacladoideae Lammers, 1998 è una sottofamiglia di piante angiosperme eudicotiledoni della famiglia delle Campanulacee dall'aspetto di erbacee annuali.

## Etimologia
Il nome della famiglia deriva dal suo genere più importante (Nemacladus) la cui etimologia deriva da due parole greche: "nemos" ( = filo) e "clados" ( = ramo) e significa "rami filiformi".
Il nome scientifico di questo gruppo botanico è stato definito per la prima volta dal botanico contemporaneo Thomas G. Lammers  (1955-) nella pubblicazione "Novon; a Journal for Botanical Nomenclature. St. Louis, MO - 8(1): 37. 1998" del 1998.

## Descrizione
Le specie di questa sottofamiglia sono delle erbe a ciclo biologico annuale (una sola specie è perenne). Quasi tutte contengono delle sostanze lattiginose.
Le foglie possono essere sia basali che cauline. Quelle basali in genere formano delle rosette, mentre quelle cauline sono disposte in modo opposto (alternate nella parte alta). Le foglie sono sia picciolate che sessili.
Le infiorescenze sono dei racemi terminali o raramente uno o più raggruppamento di diversi fiori. I fiori sono piccoli (minori di 5 mm).
I fiori sono formati da 4 verticilli: calice – corolla – androceo – gineceo (in questo caso il perianzio è ben distinto tra calice e corolla) e pentameri (ogni verticillo ha 5 elementi). I fiori sono gamopetali, ermafroditi e mono-simmetrici. I fiori non sono resupinati.
- Formula fiorale: per questa pianta viene indicata la seguente formula fiorale:

K (5), C (5), A (5), G (2-5), infero, capsula
- Calice: il calice è un tubo con un numero dispari di sepali.
- Corolla: la corolla ha una forma bilaterale simmetrica con 3 lobi dorsali e 2 lobi ventrali; il colore della corolla è bianco o blu.
- Androceo: gli stami sono 5 epigini  (2 opposti a 3); i filamenti sono più o meno connati (sono connati nella parte superiore); le antere sono distinte (libere) ed hanno un portamento ad angolo retto rispetto ai filamenti. Il polline ha una forma da sferoide a ovato-sferoide ed è tricolpato o esacolpato.
- Gineceo: l'ovario è generalmente semi-infero (raramente è quasi superiore), bicarpellare con 2 loculi con placentazione assile. Raramente l'ovario è uniloculare con placentazione parietale. Lo stilo è cilindrico, semplice e poco sporgente, mentre lo stimma è bilobo. Lo stilo possiede dei peli per raccogliere il polline e alla sua base sono presenti delle grandi ghiandole.

I frutti sono generalmente delle capsule ovate (erette o pendule) contenenti numerosi semi. Le logge son in numero corrispondentemente all'ovario e sono deiscenti per 2 valvole apicali (capsula loculicida). I semi hanno una forma subglobosa, ellissoide o cilindrica con superficie liscia o variamente striata o punteggiata.

## Riproduzione
- Impollinazione: l'impollinazione avviene tramite insetti (impollinazione entomogama con api e farfalle anche notturne). In queste piante è presente un particolare meccanismo a "pistone": le antere formano un tubo nel quale viene rilasciato il polline raccolto successivamente dai peli dallo stilo che nel frattempo si accresce e porta il polline verso l'esterno.[8]
- Riproduzione: la fecondazione avviene fondamentalmente tramite l'impollinazione dei fiori (vedi sopra).
- Dispersione: i semi cadendo a terra (dopo essere stati trasportati per alcuni metri dal vento, essendo molto minuti e leggeri – disseminazione anemocora) sono successivamente dispersi soprattutto da insetti tipo formiche (disseminazione mirmecoria).

## Distribuzione e habitat
La distribuzione delle specie di questa sottofamiglia è unicamente americana (Nord America occidentale e Messico) e sono tutte endemiche. Nella tabella sottostante sono indicate nel dettaglio le distribuzioni dei generi.

## Tassonomia
La famiglia di appartenenza (Campanulaceae) è relativamente numerosa con 89 generi per oltre 2000 specie (sul territorio italiano si contano una dozzina di generi per un totale di circa 100 specie); comprende erbacee ma anche arbusti, distribuiti in tutto il mondo, ma soprattutto nelle zone temperate. La sottofamiglia Nemacladoideae è una delle cinque sottofamiglie nella quale è stata suddivisa la famiglia Campanulaceae.
Il numero cromosomico delle specie di questo gruppo è: 2n = 18.

### Composizione della sottofamiglia
La sottofamiglia è formata da 2 generi e 19 specie:
| Nome scientifico - Autore      | Numero specie                                              | Distribuzione            |
| ------------------------------ | ---------------------------------------------------------- | ------------------------ |
| Nemacladus Nutt., 1842         | 18 spp.                                                    | Nord America occidentale |
| Pseudonemacladus McVaugh, 1943 | 1 sp. (Pseudonemacladus oppostifolius (B.L. Rob.) McVaugh) | Messico                  |

Nota: in Nemacladus è descritta la specie Parishella californica A. Gray del Nord America occidentale ora nominata Nemacladus californicus (A.Gray) Morin.

### Sinonimi
L'entità di questa voce ha avuto nel tempo diverse nomenclature. L'elenco seguente indica alcuni tra i sinonimi più frequenti:
- Nemacladaceae Nuttall